# 中国・台湾の写真史
中国・台湾の写真史（ちゅうごく・たいわんのしゃしんし）の概略を以下述べ、関連する情報を記載する。

## 19世紀

### 歴史
中国では、古くから異民族の官吏も受け入れていたが、西洋人もまた、明代のマテオ・リッチを嚆矢として、清代には数人の西洋人官吏が宮廷で活躍するようになった。フェルディナント・フェルビースト（中国名：南懐仁）は、ピンホールカメラを作成したとも伝わる。ただし、それがその後、中国で定着したという史料はない。
中国での近代的な写真のはじまり、そして定着は、アヘン戦争（1840年～1842年）以降の欧米列強の中国進出にともなうもので、日本での始まりと同時期かそれよりも早いと推測される。
当初は、欧米から中国に来た写真家が、南京条約で開港された地域（treatu ports。例えば、広東、廈門（アモイ）、寧波、上海、香港など）において、スタジオを開設するなどの活動を行った。
1845年、香港最初の写真館、米国芸術家韋斯（Mr. West）開業した。香港の写真家は西洋人から写真撮影を学ぶ、が中環の商業地で香港人による最初の写真館を開いた。
香港の写真家梁時泰、1871年「時泰」を開業するが、1876年上海の写真館経営。1879年、前米国大統領ユリシーズ・グラント中国を訪れた、グラントと李鴻章の集合写真撮影され。
19世紀も後半となると、中国人による写真スタジオの活動も盛んに行われた。例えば、上海の公泰照相楼（Kung Tai, Gong Tai, )や上洋耀華照相（Sze Yuen Ming）など、また、香港の繽綸（Pun Lun）や黎華芳（Afong, A Fong, Ah Fong, Lai Afong, 1837/1841-1890, )などである。
香港と広州の写真家、上海の撮影領域大活躍、「蘇三興」、「宜昌」、「麗珠」、「寶記」、「英昌」、「同生」、「亞西亞」すべて広東の写真家によって運営。

## 20世紀前半

### 歴史
20世紀になると、中国人の写真家も多く活躍するようになり、例えば、「写真の歴史」（ナオミ・ローゼンブラム、美術出版社、559ページ）においても、この時期について、ドキュメンタリー系の次の2名の写真家の図版が紹介されている。
- リウ・バン・ノン（劉半農、Liu Ban Nong、1891-1934）
- チャン・イン・クァン（張印泉、Zhang Yin Quan、1900-1971）

また、これらのドキュメンタリー的な作品とはまったく異なり、風景写真においては、朗静山（ラン・ジン・シャン、Lang Jing Shan、1892-1995）のような、ピクトリアリスムの中国的な解釈、いわば、写真を使って水墨画を実現するかのような作品も制作され始めている。
1920年には、上海で「時報」という写真週刊誌がその刊行を開始している。また、1922年には、「摄影雜誌」という写真月刊誌がその刊行を開始している。

### 主要な写真家
（注記がないものは、中国大陸の写真家）
- 陳萬里（1892-1969）
- 黄振玉
- 呉中行（1899-1976）
- 敖恩洪（1909-）
- 友寄景：台湾
- 潘達微（1880-1929）
- 劉體志
- 傅秉常
- 胡伯翔（1896-）
- 張珍侯
- 黄伯恵
- 周痩鵑（1882-1969）
- 毛松友（1911-）
- 徐緑芙
- 周練霞
- 陳荊鴻
- 舒新城
- 鄧南光（鄧騰輝、1907-1971）：台湾
- 盧施福（1898-1983）
- 陳傳霖
- 林澤蒼
- 曹雲甫
- 向慧庵
- 但杜宇
- 鄭景康（1904-1978）：香港
- 彭瑞麟
- 陳克立
- 江叔謙
- 張才（1916-1995）：台湾
- 李釣綸（1908-）
- 徐徳先：台湾
- 王小亭
- 呉印咸
- 林壽鎰

## 20世紀後半以降

### 歴史
戦争の終結後、経済の発展に伴い、写真は次第に拡大していった。台湾では先行して、写真が盛んになっていた。大陸では、特に文化大革命が終結したのちに、その拡大が加速されているとともに、プロパガンダの色合いの強い作品から大いなる多様化が進んでいる。
なお、前出の「写真の歴史」（ナオミ・ローゼンブラム、美術出版社、560～561ページ）においては、この時期について、次の3名の写真家の図版が紹介されている。
- シェ・ハイロン（解海龍、Xie Hailong）
- シュ・ヨン（徐勇、Xu Yong）
- チェン・チャン・フェン（陳長芬、Chen Changfen）

台湾の写真家 阮義忠、1980年代活躍、英語の写真雑誌を収集し中国語翻訳、外国の写真家を紹介し、多くの写真家から尊敬。代表作に『當代攝影大師』、『當代攝影新銳』など。職人向雑誌「攝影家」のエディタ、非常に高い水準。
香港の写真家翟錦文、本名は翟文、山口百惠の写真（篠山紀信撮）大好、日本語勉強、1980年代から東京綜合写真専門学校卒業。帰国後は、写真教育の領域大活躍、写真史重視、日本の写真評論と卒業製作輸入、香港YMCAの写真教育者。香港のフォトジャーナリスト、半分彼の学生。代表作に『寫我心情』（教本）、『隨影翟思』（教本）、『回歸香港人』（写真集）など。重森弘淹の愛弟子、恩師の名句『表現とは、作者の批評行為であり、それなくして表現は存在しない』中国語翻訳。
香港の写真家梁家泰、ドキュメンタリー写真有名。邱良（Yau Leung 1941-1997 ）の映画俳優写真、ドキュメンタリー写真有名、King Kong over City Hall 1973 非常有名。鍾文略の 植民地時代写真有名。ロイターの曾顯華（Arthur Tsang Hin Wah）、無名の反逆者撮影され。
日本の写真家小林伸一郎の廃墟写真集、「廃墟遊戯」、「NO MAN'S LAND 軍艦島」多くの香港の若者を鼓舞。香港の廃墟、例えば啓徳空港消防署大火後の廃墟、そこに若い写真家を見ることができます。

## 中国に関係する中国人以外の写真家

### 日本人
特に、20世紀前半には、多くの日本人が、中国にわたっており、写真に関する活動も盛んであった。
孫文の友達梅屋庄吉、香港で写真館「梅屋照相館」を営み。
その中でも特に、淵上白陽を中心とした「満洲写真作家協会」（1932年～）の活動および雑誌「満洲グラフ」（1933年～1944年）の刊行を挙げることができる。
その他、小川一真も中国の紫禁城の写真を撮影している。また、橋本白水が20世紀前半の台湾で活躍している。
1988年、宮本隆司個展・作品集「九龍城砦」で高い評価を受ける。1989年には第14回木村伊兵衛写真賞を受賞。
2000年代、蜷川実花香港少なくとも20回訪問、旺角の金魚街と花墟撮影され。本城直季「small planet」、香港の沙田競馬場写真一枚入。

### その他
19世紀、John Thomsonの香港写真、今外国博物館の収集品となっている。1980年代、カナダの写真家Greg Girard、九龍城砦の写真有名。2000年代、マイケル・ケンナ中大判写真機使用、香港のヴィクトリア・ピークからの夜景、東平洲更樓石、中国の黄山撮影され。
過去数十年では写真機は非常に高価なものでした、非常に少数の人々が写真を撮った、最も初期の香港写真は旅行者や外国兵士のどちらかによって撮影された。カラー写真は非常に稀である、故に歴史家やコレクターはeBayで古いポストカードや写真を入札する必要があります。一部の若者は、古い写真やポストカードの収集を開始するように、これらのアイテムは貴重になる。
- シドニー・ギャンブル（Sidney D. Gamble）
- Jules Alphonse Eugène Itier
- John Thomson
- Michael Kenna (マイケル・ケンナ)
- Michael Wolf (Hong Kong based photographer)

## 関連する機関・団体など
- 香港專業攝影師公會 (Hong Kong Institute of Professional Photographers)
- 香港攝影記者協會 (Hong Kong Press Photographers Association)
- 中国撮影家協会（ホーム・ページ）
  - 中国国際カメラフォトコンテストを主催（1981年以降）
- 中国芸術撮影学会

## 写真に関係する新聞・雑誌
- 人間（雑誌、台湾、1985-1989、）
- 攝影家（雑誌、台湾、1992-?、
- グラフ雑誌
  - チャイナ・ピクトリアル
  - チャイナ・リコンストラクト
- 写真家・写真愛好家向けの新聞・雑誌
  - 攝影雜誌 （雑誌、香港）
  - 中国撮影新聞
  - 大衆撮影（雑誌）
  - 中国撮影（雑誌）
  - 新撮影（NEW PHOTO）（雑誌。1996～98年）
  - 商業影像（雑誌）
  - 撮影之友（雑誌）
  - 影像視覚（雑誌）

## 関連する研究者
- 呉　嘉寳（台北視丘攝影芸術学院主宰・写真評論家）

## 関連する展覧会
- エイジアン・ヴュー 躍動するアジア（東京都写真美術館、1996年）：出品作家20名
  - 出品作家のうち、中国、台湾、香港の写真家は以下のとおり
  - 中国：王　樹平（Wang, Su-ping, 1962-）、龔　建華（Gong, Jian-hua, 1953-）、胡　武功（Hu, Wu-gong, 1949-）、雍　和（Yong, He, 1956-）、楊　延康（Yang, Yen-kang, 1954-）
  - 台湾：鄭　桑溪（Cheng, Shang-his, 1937-）、張　照堂（Chang, Chao-tang, 1943-）、高　重黎（Kao, Chung-li, 1958）、陳　順築（Chen, Shun-chu, 1963-）、呉　天章（Wu, Tein-chang, 1956-）、周　慶輝（Chou, Ching-hui, 1965-）
  - 香港：余　力爲（Yu, Lik-wai, 1966-）、李　家昇（Lee, Ka-sing, 1954-）、黎　健強（Lai, Kin-keung, 1958-）、黄　志遠（Wong, Chi-yuen, 1961-）、呉　世傑（Ng, Sai-kit, 1957-）
- 郎静山展（東京都写真美術館）：小企画
- 紫禁城写真展（東京都写真美術館、2008年）：小川一真・侯元超